# Лі Грант
Лі Грант (англ. Lee Grant, уроджена Льова Хаскелл Розенталь англ. Lyova Haskell Rosenthal; 31 жовтня 1920-ті, Мангеттен, Нью-Йорк, США) — американська акторка, документалістка та режисерка. За свою кар'єру, що охоплює понад сім десятиліть, вона отримала премію «Оскар», дві прайм-тайм премії «Еммі» і премію Гільдії режисерів Америки, а також була номінована на п'ять премій «Золотий глобус». Вона є однією з останніх живих акторів епохи чорних списків Голлівуду.
Грант розпочала свою кар'єру на Бродвеї, дебютувавши у «Детективній історії» (1949) у ролі Крадійки. Вона повторила цю роль в екранізації (1951), отримавши номінацію на премію «Оскар» за найкращу жіночу роль другого плану та нагороду Каннського кінофестивалю за найкращу жіночу роль. Її кар'єра була перервана, коли вона потрапила до чорного списку на 12 років після того, як відмовилася давати свідчення перед Комітетом Палати представників з антиамериканської діяльності. У цей період вона працювала вчителькою акторської майстерності та грала другорядні ролі на телебаченні і в театрі під псевдонімами.
Грант повернулася до популярності завдяки ролі в телесеріалі «Пейтон Плейс» (1965—1966), за яку отримала премію «Еммі» за видатну жіночу роль другого плану в драматичному серіалі в прайм-тайм. Вона з'явилася в ролях другого плану у фільмах «Спекотної ночі» (1967), «Долина ляльок» (1967). За фільми «Орендодавець» (1970) та «Подорож проклятих» (1976) отримала номінації на премію «Оскар», а здобула нагороду за роль у фільмі «Шампунь» (1975).
Грант перейшла до режисури у 1980-х роках, зосередившись на документальних і телевізійних фільмах. Вона отримала премію Гільдії режисерів США за фільм «Нічия дитина» (1986), а її фільм «Злидні в Америці» (1986) виграв премію «Оскар» за найкращий документальний фільм, що зробило її єдиним актором-лауреатом премії «Оскар», який зняв документальний фільм, удостоєний премії «Оскар». Вона продовжувала займатися режисурою у 2000-х роках, час від часу знімаючись у кіно.

## Фільмографія
- 1967 — Спекотної ночі / In the Heat of the Night — пані Леслі Колберт
- 1967 — Велика долина / The Big Valley — Розі Вільямс
- 1968 — Добрий вечір, місіс Кемпбелл / (Buona Sera, Mrs. Campbell) — Фрітці Бредок
- 1977 — Аеропорт 77 / Airport '77
- 1978 — Омен 2: Деміен / Damien — Omen II
- 1982 — Години відвідування / Visiting Hours
- 1996 — Це моя вечірка / It's My Party
- 2001 — Малголленд Драйв / Mulholland Drive

## Виноски
1. ↑  Грант народилася 31 жовтня, але між джерелами існують розбіжності щодо року народження. Хоча вторинні та третинні джерела вказують на рік народження Грант між 1925 і 1931 роками, вона найймовірніше народилася в середині 1920-х років. Державні документи вказують на те, що вона народилася в 1925 році[2], але корабельний маніфест і свідчення в Конгресі свідчать про 1926 рік. Нещодавні інтерв'ю з Грант та її автобіографія вказують на 1925, 1926[3] або 1927 рік[4], хоча сама Грант непослідовна в цьому питанні.[5]